# Chapinería
Chapinería – miasto w Hiszpanii w zachodniej części wspólnoty autonomicznej Madryt, w odległości ok. 50 km od Madryt, w pobliżu autostrady M-501. W miejscowości znajdują się charakterystyczne zabudowania i budowle wykonane z granitu, co nadaje jej typowo górski charakter. Nazwa miasteczka pochodzi od hiszpańskiego słowa chapín, co dosłownie oznacza zatykać, sklejać tym samym nazwa nawiązuje do posklepianych z kostki graniowej chodników czy charakterystycznych budowli.